# Kada Asz-Szuf
Kada Asz-Szuf (Chouf lub Shouf; arab. جبل الشوف, Dżabal asz-Szuf) – dystrykt w Muhafazie Dżabal Lubnan, w środkowej części Libanu.

## Informacje ogólne
Dystrykt Kada Asz-Szuf znajduje się na południowy wschód od Bejrutu,  obejmując wąski pas wybrzeża w okolicach Damur oraz zachodnie stoki Dżabal Baruk, lokalnego masywu Gór Libanu. Największymi grupami religijnymi są druzowie, maronici i sunnici. Ponadto, istnieją skupiska ludności melchicko-katolickiej i szyickiej. W przeszłości Szuf stanowił centrum włości emirów z rodów Maan i Szihab. Z okresu panowania tych dynastii pochodzą liczne zabytki w Bajt ad-Din, Dajr al-Kamar i Baklin. W Al-Muchtarze natomiast znajduje się zabytkowa rezydencja przywódcy druzów, Walida Dżumblatta. W latach 1860 oraz 1983-1984 miały miejsce masakry miejscowej ludności chrześcijańskiej dokonywane przez zbrojne oddziały druzyjskie. Ze względu na wyludnienie wielu miejscowości, będące konsekwencją krwawych wydarzeń z okresu wojny domowej, Szuf jest częścią Libanu, która zachowała środowisko przyrodnicze, niezniszczone cywilizacją. Na jego obszarze znajduje się największy w Libanie rezerwat cedrów.

## Wybory parlamentarne
Na okręg wyborczy, obejmujący Szuf, przypada 8 miejsc w libańskim Zgromadzeniu Narodowym (3 maronitów, 2 sunnitów, 2 druzów i 1 grekokatolik).

## Ważniejsze miejscowości
- Barja
- Baklin
- Bajt ad-Din
- Ad-Damur
- Dajr al-Kamar
- Al-Muchtara
- Ain Qani
- Amatour
- Barouk
- Bekaata
- Beykoun
- Bourjain
- Boutmeh
- Dibbiyeh
- Jahlieh
- Jiyyeh
- Kahlouniye
- Kfarfakoud
- Mazraat el Chouf
- Mtolleh
- Sheheem
- Zaarourieh